# Адам Гльобус
Адам Гльобус (біл. Адам Глобус); справжнє ім'я та прізвище Володимир В'ячеславович Адамчик (біл. Уладзімір Вячаслававіч Адамчык)  — білоруський письменник-прозаїк, есеїст, поет, видавець і художник.
Народився у місті Дзержинську Мінської області в родині білоруського письменника В'ячеслава Адамчика (біл. Вячаслаў Адамчык). З 1959 року живе в Мінську. Закінчив педагогічне відділення Мінського художнього училища ім. А. К. Глєбова (1977), художнє відділення Білоруського театрально-художнього інституту (1983). Працював креслярем, художником-реставратором, художником-оформлювачем, редактором журналу «Джерело» (з 1987 року. Займається видавничою діяльністю (у видавництві «Сучасний літератор»).
Дружина — Олена Адамчик, відомий білоруський фотограф. Має двох дітей та онука.

## Громадська діяльність
Був одним із засновників і учасником неформального об'єднання молодих літераторів «Тутейшия» («Тутешні», 1986–1990), яке в силу обставин займалася не тільки літературою, але також мало активну соціальну і політичну позицію. Зокрема, в жовтні 1988 року об'єднання організувало першу в Білорусі акцію пам'яті жертв радянського режиму під назвою «Дзяди», що стала згодом традиційною, з багатотисячною ходою і мітингом. Член Союзу білоруських письменників (з 1989 року).

## Творчість
Перші публікації віршів — у 1981 році (тижневик «Література і мистецтво»; біл. «Літаратура І Мастацтва», журнал «Молодість»; біл. «Маладосць»). Вірші та оповідання А. Глобуса переведені на основні мови світу, а також на осетинський і каталонський. Друкувався у Великій Британії, Німеччині , Словенії, Чехії, Польщі та Росії.

## Колективні збірники
- «Тутешні» (1989), збірка членів об'єднання «Тутейшия» («Тутешні»)
- «Круглий рік» (1996), збірка
- Сучасна білоруська проза (2003)

## Дискографія

### Альбоми
- «Песні» (Ковчег, 2003)